# Pescina (Toscane)
Pescina est une frazione située sur la commune de Seggiano, province de Grosseto, en Toscane, Italie. Au moment du recensement de 2011 sa population était de 173 habitants.

## Géographie
Le hameau est situé sur le Mont Amiata, entre le sommet et le chief-lieu municipal, à 5 km de Seggiano et à 50 km à l'est de la ville de Grosseto.

## Monuments
- Église San Lorenzo Martire ou San Bartolomeo[1],[2]
- Il Giardino di Daniel Spoerri, parc d'art de Daniel Spoerri